# Старое (Баскаковское сельское поселение)
Старое — деревня в Гагаринском районе Смоленской области России. Входит в состав Баскаковского сельского поселения.  

## География
Расположена в северо-восточной части области в 14 км к западу от Гагарина, в 11 км севернее автодороги М1 «Беларусь», на берегу реки Сежа. В 4 км южнее деревни расположена железнодорожная станция Серго-Ивановская на линии Москва — Минск. 
Часовой пояс
Старое, как и вся Смоленская область, находится в часовой зоне МСК (московское время). Смещение применяемого времени относительно UTC составляет +3:00.

## История
В годы Великой Отечественной войны деревня была оккупирована гитлеровскими войсками в октябре 1941 года, освобождена в марте 1943 года .